# Юрій Кароль Глібович
Юрій Кароль Глібович, Глебович Юрій (*бл. 1605 — 18 квітня 1669) — державний та військовий діяч, урядник, дипломат Речі Посполитої.

## Життєпис
Походив з білоруського магнатського роду Глібовичів гербу Леліва. Син Миколая Глібовича, воєводи смоленського, та Марцебелли Анни Корецької. Народився близько 1605 року. Спочатку отримав домашню освіту. Потім навчався у Болонському і Лейденському університетах.
1630 році надав фундуш на костел і кляштор бернардинського монастиря в родинному замку Дубровно. У 1633 році стає старостою анікштанським і радошковицьким. У червні 1639 році отримав посаду литовського підстолія. Того ж року призначено підскарбієм литовським.
У 1640 році одружився з представницею роду Радзивіллів. У 1643 році призначений воєводою смоленським та стольником великим литовським. Багато часу приділяв зміцненню фортифікацій Смоленська, на час відставивши заради цього політичні справи в Вільно, Кракові та Варшаві, де з'являвся рідко.
У березні 1644 року і в 1645 році брав активну участь в засіданнях Сенату Речі Посполитої. Під час бескоролів'я у 1648 році (після смерті Владислава IV) приїхав до Кракова в листопаді, щоб взяти участь у виборах і підписати елекційних диплом Яна Казимира Вази. Під час коронації сейму підіймав для обговорення питання щодо оборони Смоленська.
У 1650 році брав участь в роботі створеної в Вільно комісії з питань фінансування армії Великого князівства Литовського. У 1651 році був комісаром при укладення Білоцерковського миру з Богданом Хмельницьким. У 1653 році призначений генеральним старостою жемайтським.
Брав участь у військових діях проти Московського царства, війська якого вдерлися до Великого князівства Литовського. У 1655 році визнав владу короля Швеції, в числі інших підписав Кейданську унію. З 1659 року перебував у листуванні з Богуславом Радзивіллом з приводу володінь останнього на території Великого князівства Литовського. Того ж року вів перемовини з гетьманом Іваном Виговським.
У 1660, 1662, 1664 роках комісаром брав участь в дипломатичних і мирних переговорах з Московським царством. У 1663 році стає маршалком Головного Трибуналу Великого князівства Литовського. У складі делегації Речі Посполитої підписав Андрусівське перемир'я в січні 1667 року, за оцінками сучасників зіграв значну роль в його укладенні.
У 1668 році, в тому числі в нагороду за укладення Андрусівського перемир'я, Глібович призначений воєводою віленським. Помер у 1669 році.

## Родина
1. Дружина — Катерина, донька Кшиштофа Радзивілла, польного гетьмана литовського
Діти:
- Марцебелла Анна ((1641—1681), дружина Марціана Александра Огінського, великого канцлера литовського
- Кристина Барбара (1647—1695), дружина Казимира Яна Сапіги, великого гетьмана литовського